# Ión
Ión (starořecky Ἴων) je Platónův dialog o Sókratově rozhovoru s rapsódem Iónem o tom, zda je Iónova schopnost recitovat Homéra důsledkem jeho odborné znalosti nebo božského vnuknutí. Spolu s dialogy s Hippiem a Faidrem tvoří tento dialog jednotný celek s názvem Dialogy o kráse.

## Děj
Sókratés potkává Ióna, který přichází z Asklépiových slavností, kde se zúčastnil soutěže rapsódů, kterou vyhrál. Sókratés se mu obdivuje, jak dokáže skvěle rozumět Homérovým myšlenkám, nejenom veršům. Ión přitakává, že snad nikdo nikdy nedokázal povědět tolik krásných myšlenek o Homérovi jako on.
Sókratés se jej ptá, jestli je znalcem jen Homéra nebo i Hésioda a Archilocha. Ión je ale znalcem pouze Homéra, protože to prý stačí. Sókratés se ptá, zdali nepíše Hésiodos také o věštectví jako Homér a zdali by lépe on poznal, v čem se jejich popisy věštectví liší nebo nějaký dobý věštec. Ión soudí, že dobrý věštec by to vyložil lépe. Sókratés se jej táže, proč tedy nestuduje i díla jiných básníků než Homéra když ti také píší o těch samých tématech. Ión tvrdí, že Homér o těchto věcech básní mnohem lépe a proto se zaměřuje na něj.
Sókratés mu klade otázku, zda znalec čísel umí poznat, jestli někdo o číslech mluví jen dobře nebo i špatně. Ión tvrdí, že ten, který pozná obojí, tedy i toho, kdo mluví dobře i toho, kdo mluví špatně. Takže ten, kdo pozná dobře mluvícího člověka, musí nutně poznat i špatně mluvícího člověka. Ión souhlasí. Takže když Ión tvrdí, že Homér mluví dobře, pak musí taky poznat ostatní básníky, kteří mluví špatně a tím pádem je znalec nejen Homéra ale i těch ostatních básníků.
Ióna ale zajímá, proč tedy nedokáže udržet pozornost ani přispět do diskuse když někdo mluví o jiném básníku, ale jakmile se někdo zmíní o Homérovi, hned má co by k tomu řekl. Sókratés mu vysvětluje, že to je proto, že o Homérovi nemluví na základě svého odborného umění a vědění, protože odborné umění je vždy zaměřeno na celý obor a ten, kdo se v něm vyzná, pak má co říci jak k tomu, co je uděláno správně, tak k tomu, co je uděláno špatně. Iónovi ale přijde divné, že jej tedy lidé chválí za to, jak mluví a tvrdí, že nejlépe ze všech přece umí mluvit o Homérovi. Sókratés to vysvětluje tak, že se nejedná o nějakou rozumovou odbornou znalost, nýbrž že jde o umění od boha a díky takovéto boží působnosti pak básnící dokáží vytvořit díla, kterým se každý obdivuje, aniž by sami básníci jiným rozuměli, neboť bůh jim rozum odňal, když do nich vložil schopnost vytvořit takové krásné dílo.
Takové vysvětlení se Iónovi velmi líbí a ihned se s ním ztotožní, a že tedy opravdu jsou básníci jacísi tlumočitelé bohů. Sókratés míní, že pak tedy on jako rapsód musí být tlumočník tlumočníka bohů. S tím Ión souhlasí. Sókrata zajímá, jestlipak tedy u sebe při přednášení těch řečí nemá pocit jako kdyby ty věci, o kterých vypráví, prožil. Ión souhlasí, že takové stavy zažívá při přednesu a že je pak také u svých posluchačů pozoruje. Sókratés tedy řadí posluchače na konec tohoto řetězce, přes nějž se tato božská díla pohybují, a každý pak věnuje pozornost jen tomu, co jej tak ovlivnilo a tak také Ión je účastný pouze věcí týkajících se Homéra, protože skrze Homéra jej bůh ovlivnil, stejně tak jako Homér skrze něj ovlivňuje jeho posluchače a ti, účastni toho, jsou v takovém božském šílenství.
Ión uznává, že tak to asi bude, ale nezdá se mu, že by byl přímo v nějakém šílenství, když tyto řeči pronáší. Sókratés slíbí, že jej přesvědčí, ale nejprve chce vědět, zdali umí vyprávět o všem, co se týká Homéra, tedy i o tom, co neví, ale Homér věděl. Ióna velmi zajímá, co to je za věc, kterou on neví. Sókratés dává příklad, kdy Homér popisuje jak Nestór radí svému synu, co se týče vozatajských závodů. Zdali-si Ión myslí, že by lépe této části rozuměl on sám nebo zkušený vozataj? Ión uznává, že určitě vozataj. Každý rozumí nějakému umění a každé to umění je o něčem jiném, takže ten, kdo rozumí jedněmu, pak zase nerozumí jinému. Z toho plyne, že té části, ve které se mluví o umění vozatajském, určitě bude lépe rozumět vozataj než rapsód. A to platí i pro části, které náleží například lékařství, rybářství nebo věštění; na všech těchto místech bude básni spíše rozumět ten, kdo rozumí danému umění, než rapsód, který báseň přednáší. Ión uznává, že Sókratés má pravdu.
Když takto ukázal Iónovi místa, kde jiní rozumí básni více než rapsód, požádá jej Sókratés, aby mu ukázal, které části jsou zase takové, že jim nejlépe rozumí rapsód. Ión tvrdí, že všechny. To ale Sókratés nechápe, vždyť sám Ión před chvílí uznal, že jeho umění se liší od umění vozatajského, lékařského a rybářského a částem, které jsou těmto uměním věnovány, tedy nemůže nejlépe rozumět on, nýbrž ti, již jsou znalí těchto umění. Pak ale nemůže ani jako rapsód nejlépe rozumět celé básni když nejlépe nerozumí mnoha jejím částem. Ión si však myslí, že umění rapsódů spočívá v tom, že nejlépe poznají, pro jakého člověka se hodí jaká řeč. Sókratés mu hned dokazuje, že tomu tak není, protože řeč, která se hodí posádce lodi, musí nejlépe spadat do umění kormidelnického, stejně tak řeč určená nemocnému by měla být jistě založena na vědě lékařské a ne vědě rapsódů.
Ale u věcí týkajících se toho, co by měl říci vojevůdce vojsku před bitvou, Ión soudí, že to by rapsód jistě zvládl nejlépe. Tomu se Sókratés velmi podiví, je tedy Ión vojevůdcem? Ión říká, že ne, ale že o tomto by zřejmě dokázal dobře mluvit. Když ale pro řeči před bitvou je již umění vojevůdcovské, umění rapsódské to už býti nemůže. Ión soudí, že ten, kdo je dobrým rapsódem, je určitě i dobrým vojevůdcem. Sókrata zajímá, jestli si o sobě myslí, že je nejlepším z Hellénských rapsódů a když dostane na toto kladnou odpověď, ptá se, jestli je tedy i nejlepším vojevůdcem z Hellénů. Zde si také Ión myslí, že tomu tak je a že se to naučil z Homérových básní. To nutí Sókrata k zamyšlení: proč se tedy Ión rozhodl být rapsódem a nikoli vojevůdcem? Myslí si snad, že rapsódů je více potřeba než vojevůdců? Ión říká, že je to proto, že jeho obec nepotřebuje vojevůdce neboť je pod nadvládou obce Athénské a obce jako Athény a obec Lakedamonská by si jej za vojevůdce nezvolily. Sókratés mu ale připomíná, že Athény si opakovaně  zvolily jako vojevůdce cizince.
A hned ještě kárá Ióna za to, že mu slíbil, že mu ukáže, kterých věcí je znalcem u Homéra a nakonec se ukáže, že je vlastně znalcem vojevůdcovství. Pokud se tedy považuje za odborníka a znalce Homéra, pak by měl uvést, čeho je znalcem, protože jinak je podvodník. Ale jestli je posedlý božskou šíleností, s níž přednáší Homérovy básně a chválí Homéra, pak že je sám božským.
Ión se domnívá, že je mnohem krásnější být božský než znalý a že je tedy božským a nikoliv znalým odborníkem ve věcech homérských.